# Абатхеві
Абатхеві (груз. აბათხევი) — село в Ахалцихському муніципалітеті краю Самцхе-Джавахеті, Грузія. За даними перепису 2014 року, проведеним департаментом статистики Грузії, у селі живе 185 чоловік, з яких 83 чоловіків і 102 жінок. Більшу частину населення складають вірмени.